# Paradoxopsyllus conveniens
Paradoxopsyllus conveniens är en loppart som beskrevs av Wagner 1930. Paradoxopsyllus conveniens ingår i släktet Paradoxopsyllus och familjen smågnagarloppor. Inga underarter finns listade i Catalogue of Life.